# Ano Internacional da Astronomia

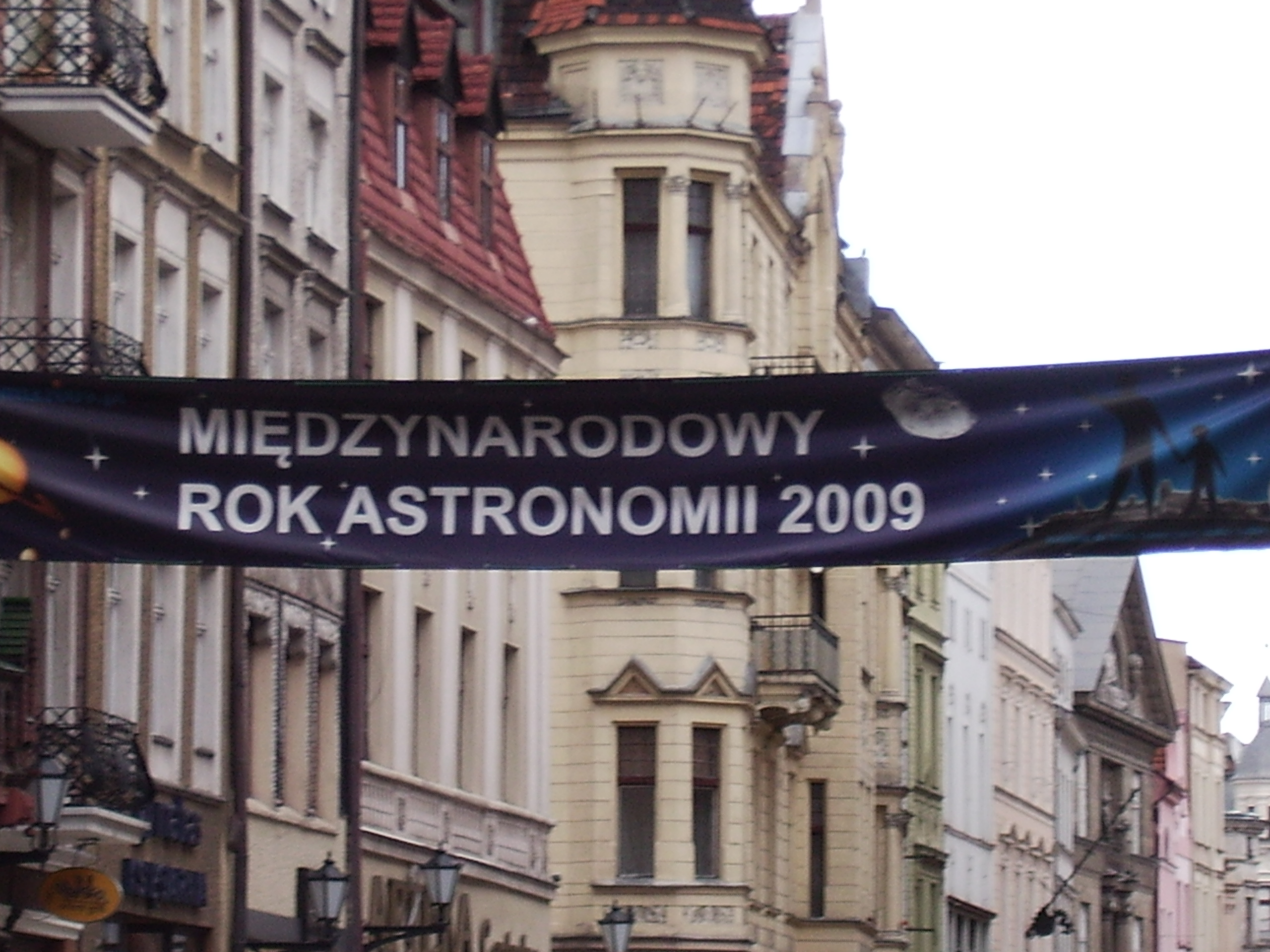
Ano Internacional da Astronomia sendo celebrado na Polônia

O Ano Internacional da Astronomia foi um ano de celebração da astronomia declarado pela 62.ª Assembleia Geral da Organização das Nações Unidas (ONU). Foi celebrado em 2009 para coincidir com o 400.º aniversário das primeiras observações astronómicas feitas com um telescópio por Galileu Galilei e da publicação do livro Astronomia Nova por Johannes Kepler no ano de 1609. Nesse ano Galileu Galilei deu início a uma série de observações com um telescópio refractor, ou luneta, construído por ele mesmo. A partir dessas observações, ele descobriu quatro satélites em torno de Júpiter, as fases de Vénus, as manchas solares e os anéis de Saturno. Descobriu também que a Via Láctea é constituída de um número extraordinariamente grande de estrelas.
A União Astronómica Internacional (IAU) e a Organização das Nações Unidas para a Educação, a Ciência e a Cultura (UNESCO) coordenaram as atividades do Ano Internacional de Astronomia ao longo de todo o ano de 2009. Esta iniciativa foi uma oportunidade para os cidadãos da Terra adquirirem um conhecimento mais profundo sobre a astronomia e o seu papel no enriquecimento das culturas humanas. Além disso, serviu como uma plataforma para informar o público sobre as mais recentes descobertas astronómicas e destacar o papel essencial da educação na ciência da astronomia.

## Atividades
O Ano Internacional da Astronomia foi aberto oficialmente na sede da UNESCO em Paris, nos dias 15 e 16 de janeiro de 2009 e encerrado em uma solenidade realizada nos dias 9 e 10 de janeiro de 2010 na Universidade de Pádua. O relatório final, divulgado em Lisboa em setembro de 2010, aponta que mais de 815 milhões de pessoas em 148 países participaram das atividades do Ano Internacional da Astronomia.